# Resolució 589 del Consell de Seguretat de les Nacions Unides
La Resolució 589 del Consell de Seguretat de les Nacions Unides, aprovada per unanimitat el 10 d'octubre de 1986, després de considerar la qüestió sobre la recomanació relativa al nomenament del Secretari General, el Consell va recomanar a l'Assemblea General que Javier Pérez de Cuéllar fos nomenat com a Secretari General per un segon període de cinc anys des de l'1 de gener de 1987 fins al 31 de desembre de 1991.